# Gesetz zur Bewahrung der Jugend vor Schund- und Schmutzschriften
Das Gesetz zur Bewahrung der Jugend vor Schund- und Schmutzschriften war ein deutsches Gesetz zum Schutz von Kindern und Jugendlichen vor jugendgefährdenden Schriften, der so genannten Schundliteratur. Es existierte von 1926 bis 1935 und beschränkte die Bewerbung und den Verkauf von Publikationen, die als Gefahr für die Heranwachsenden angesehen wurden. Es gehörte zu den kontroversesten Gesetzesprojekten der Weimarer Kulturpolitik.

## Vorgeschichte

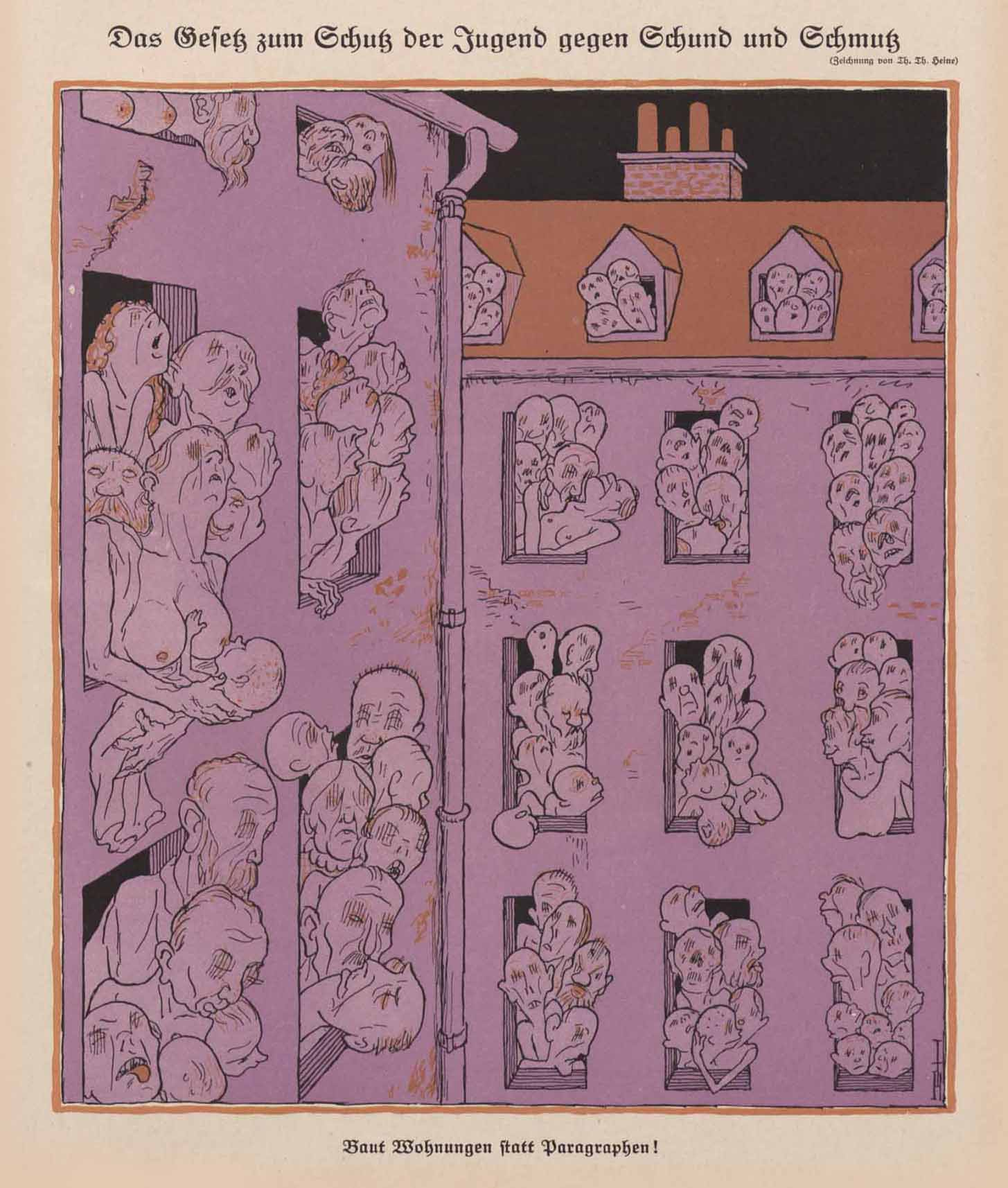
Karikatur von Thomas Theodor Heine 1926 – Das Gesetz hat viele Kritik provoziert.

Mit Gründung der Weimarer Republik eskalierte der bereits im Kaiserreich herrschende Streit darüber, ob und inwieweit der Staat zu entscheiden hätte, welche Medien – also Schriften, Bilder, Filme, Theaterstücke – der Bevölkerung und insbesondere auch der Jugend zugänglich sein dürften. Dass die Jugend vor schädlichen „Schutz- und Schmutz“-Inhalten geschützt werden müsste, war dabei weitgehend unstrittig und entsprach der Weimarer Reichsverfassung, die einen gesetzlichen Auftrag für ein Jugendschutzgesetz beinhaltete, um die Jugend „gegen sittliche, geistige oder körperliche Verwahrlosung zu schützen“ (Artikel 122). Zwischen den Parteien bestand aber kein Konsens darüber, wie sich dieser Jugendschutz-Auftrag zur allgemeinen Publikationsfreiheit verhielt. Während sich SPD, USPD und KPD sowie größere Teile der DDP gegen staatliche Eingriffe aussprachen, die sie als Einfallstor für politische Zensurmaßnahmen ansahen, forderten insbesondere das Zentrum und die DNVP, aber auch die nationalliberale DVP, einen „Schutz vor der Volksverwüstung schlimmster Art“, wie der evangelische Pastor und DNVP-Reichstagsabgeordnete Reinhard Mumm freizügige Filme nannte. Diesen Forderungen kam der Gesetzentwurf nach, der im August 1925 vom Kabinett Luther I vorgelegt wurde.
Mumm, der bereits in Artikel 118 der Weimarer Reichsverfassung für Filme eine Ausnahme vom Zensurverbot durchgesetzt hatte und auch treibende Kraft hinter dem Reichslichtspielgesetz vom 12. Mai 1920 war, war folgerichtig auch einer der vehementesten Befürworter des Schmutz- und Schundgesetzes. Aber auch prominente Vertreter der linksliberalen DDP wie Gertrud Bäumer, Theodor Heuss und Wilhelm Külz sprachen sich für die Verabschiedung eines „Schund- und Schmutzgesetzes“ aus, da sie den Schutz der Jugend vor negativen Einflüssen als Ausdruck sozialpolitischer Verantwortung und als Voraussetzung bürgerlicher Persönlichkeitsentfaltung ansahen. Heuss kritisierte daher zwar einzelne Aspekte des Gesetzes, verteidigte seine Notwendigkeit aber im Reichstag als Ausdruck einer „Sozialpolitik der Seele“. Scharfe Kritik kam dagegen von Intellektuellen und Kulturschaffenden wie Thomas Mann, Albert Einstein, Gerhart Hauptmann, Käthe Kollwitz, Theodor Wolff und Kurt Tucholsky. Nach monatelangen Debatten wurde das Gesetz am 3. Dezember 1926 mit 248:158 Stimmen im Reichstag angenommen. 

## Inhalt
Zur Durchsetzung des Gesetzes wurde in Berlin und München je eine Prüfstelle für Schund- und Schmutzschriften eingerichtet. Diese entschied darüber, welche Werke auf der „Liste der Schmutz- und Schundschriften“ geführt wurden. Antragsberechtigt waren Landeszentralbehörden und Landesjugendämter. Als Revisionsinstanz fungierte die an der Deutschen Bücherei in Leipzig eingerichtete Oberprüfstelle für Schund- und Schmutzschriften, bei der das Reich, die Länder sowie betroffene Verfasser und Verleger Antrag auf Nicht-Aufnahme beziehungsweise Streichung stellen konnten.
Der Verkauf der gelisteten und damit indizierten Schriften an Personen unter 18 Jahren war verboten, ebenso Werbung dafür. An Personen über 18 Jahren durften sie nicht an der Haustür oder auf öffentlichem Gelände verkauft werden. In Geschäften durften sie nicht zur Schau gestellt, sondern nur „unter der Ladentheke“ vertrieben werden (sog. Bückware). Verstöße gegen das Gesetz wurden mit Geldstrafe oder Freiheitsstrafe bis zu einem Jahr geahndet.
Das Gesetz definierte nicht, nach welchen Kriterien Schriften als „Schmutz-“ oder „Schundschriften“ eingestuft werden sollten. Es legte nur fest, dass politische, weltanschauliche oder religiöse Meinungsäußerungen als solche keine derartige Einstufung erlaubten. In der Praxis wurden vor allem Groschenhefte und erotische Literatur auf die Liste gesetzt. Unter den indizierten Schriften befanden sich aber auch zahlreiche schwul-lesbische Zeitschriften wie »Die Freundin«, »Frauenliebe«, »Die Freundschaft« oder »Das Freundschaftsblatt«. Bis zum Beginn der nationalsozialistischen Diktatur wurden rund 200 Titel auf die „Liste der Schund- und Schmutzschriften“ gesetzt und mit entsprechenden Verkaufsbeschränkungen versehen, darunter auch populäre Abenteuer- und Kriminalreihen wie »Fred Tarmun« oder »Frank Allan«.
Etliche Akten der Berliner, Münchner und Leipziger Prüfstellen für Schund- und Schmutzschriften, darunter hunderte Sitzungsprotokolle und Urteilsbegründungen, sind heute im Landesarchiv Berlin zugänglich.

## Nachfolgeregelungen

### Zeit des Nationalsozialismus: „Liste der für Büchereien und Jugendliche ungeeigneten Druckschriften“
Mit der Errichtung der so genannten Reichsschrifttumskammer in der Zeit des Nationalsozialismus verfügten die Machthaber über eine wirksame Institution zur Kontrolle des in Deutschland veröffentlichten Schrifttums. Das Schmutz- und Schundgesetz wurde deshalb am 10. April 1935 aufgehoben. Die Indizierung jugendgefährdender Schriften sollte gemäß einem Erlass der Reichsschrifttumskammer vom 25. April 1935 mittels der „Liste 2 der für Büchereien und Jugendliche ungeeigneten Druckschriften“ erfolgen, die allerdings erstmals 1940 erschien (die Liste 1 enthielt die „Verbrannten Bücher“). Eine zweite, veränderte Fassung erschien 1943. Die in der Liste 2 enthaltenen Titel, zu denen z. B. Heftchenreihen wie „Rolf Torrings Abenteuer“ oder „Sun Koh – Der Erbe von Atlantis“ zählten, durften nicht öffentlich ausgelegt, in Büchereien nicht verliehen und Jugendlichen unter 18 Jahren nicht zugänglich gemacht werden.

### Bundesrepublik Deutschland: „Gesetz über die Verbreitung jugendgefährdender Schriften“
Nach Ende des NS-Staates forderten insbesondere Politiker von CDU, CSU und DP die Wiedereinführung eines Schmutz- und Schundgesetzes. So wurde in die Verfassung des Freistaates Bayern 1946 eingefügt, die „Bekämpfung von Schmutz und Schund“ sei „Aufgabe des Staates und der Gemeinden“. In Rheinland-Pfalz wurde am 12. Oktober 1949 das Landesgesetz zum Schutze der Jugend vor Schmutz und Schund (GVBl. I S. 505) erlassen. Dieses hatte Bestand bis mit dem Gesetz über die Verbreitung jugendgefährdender Schriften vom 9. Juni 1953 (BGBl. 1953 I S. 377) schließlich eine bundesrechtliche Regelung in Kraft trat, auf dessen Grundlage außerdem die Bundesprüfstelle für jugendgefährdende Schriften geschaffen wurde. Seit 2003 ist die Materie mit anderen Gebieten des Jugendschutzes im neu gefassten Jugendschutzgesetz geregelt.

### Maßnahmen gegen Schundliteratur in der DDR

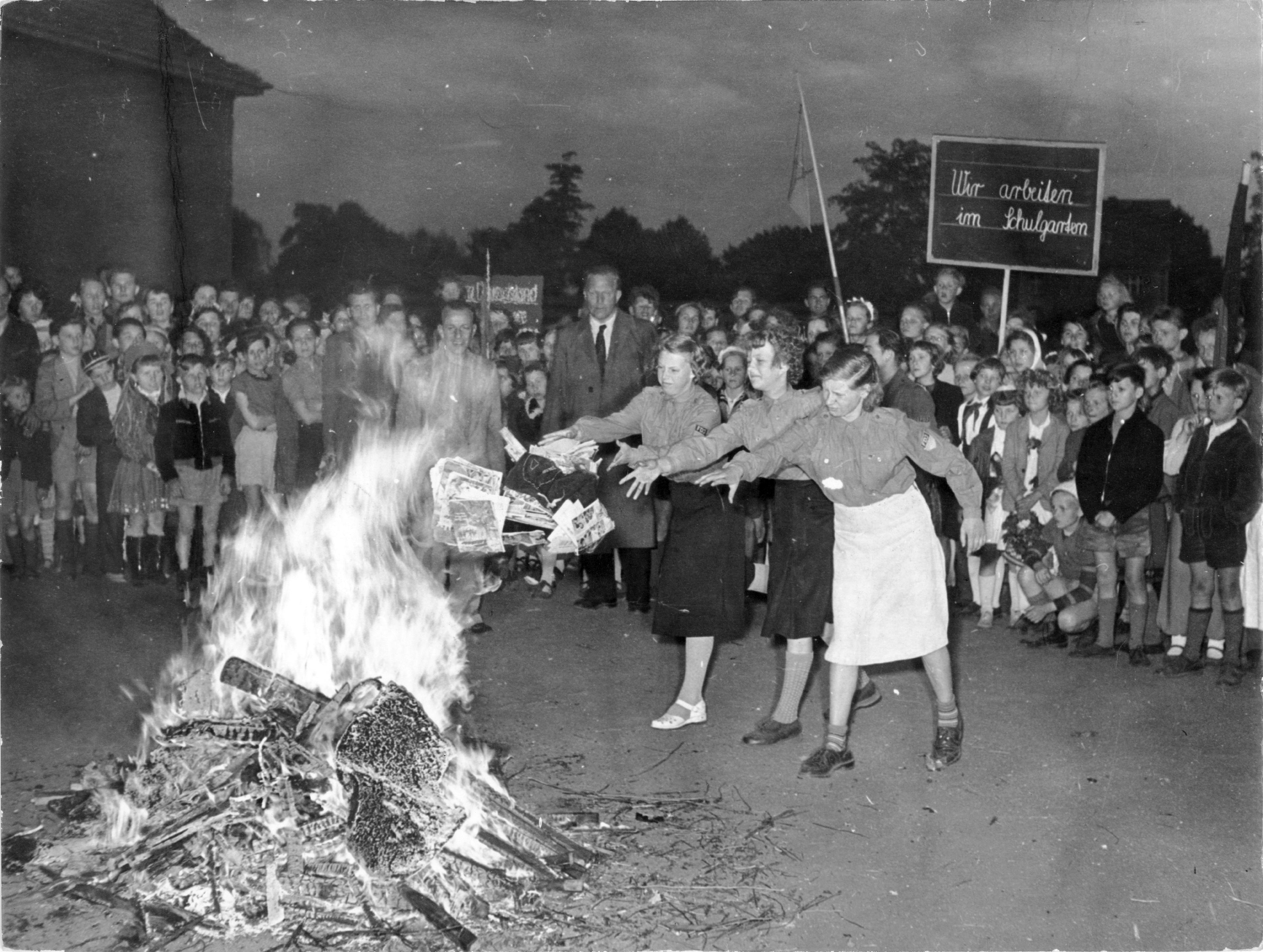
Berlin-Pankow 1955, Verbrennung von „Schmutz- und Schundliteratur“

In der DDR wurde der Begriff ideologisch für die Auseinandersetzung der Gesellschaftssysteme genutzt und mit folgender Lesart definiert (Lexikon A–Z in zwei Bänden. Leipzig 1958): Schundliteratur: „Literatur, die nach Form und Inhalt wertlos (z. B. verlogen-sentimentale Liebesromane) und, besonders für Jugendliche, moralisch gefährlich ist (z. B. Gangstergeschichten). Die S. wird in den Ländern des Friedenslagers energisch bekämpft und vor allem durch eine wertvolle Jugendliteratur ausgeschaltet, während sie in den kapitalistischen Ländern teilweise in den Dienst der Aufrüstung gestellt wird.“ In den Schulen der DDR wurden jährlich durch die Klassenleiter Belehrungen über das Verbot von sogenannter „Schmutz- und Schundliteratur“ durchgeführt. Der Erlass der Verordnung zum Schutze des Jugend am 15. September 1955 wurde im Parteiorgan Neues Deutschland damit begründet, dass die psychologische Kriegsführung aus dem Westen diese erforderlich mache. Dieselbe Verordnung aus dem Jahr 1969 verlangte von den Schullehrern, Taschenkontrollen durchzuführen. In einem Akt von Selbstkritik rückte 1972 der Magistrat von Groß-Berlin von dieser „überspitzten“ Praxis ab.

### Österreich
In Österreich wurde das entsprechende 97. Bundesgesetz vom 31. März 1950 über die Bekämpfung unzüchtiger Veröffentlichungen und den Schutz der Jugend gegen sittliche Gefährdung (auch: Pornografiegesetz) eingeführt.

## Textausgabe
- Gesetz zur Bewahrung der Jugend vor Schund- und Schmutzschriften. In: Zeitschrift für ausländisches öffentliches Recht und Völkerrecht. 1. Jg., 1929, S. 533–536 (zaoerv.de; PDF; 477 kB)